# Pythodoris II
Pythodoris II ou Pythodorida II (règne vers 38-46 apr. J.-C.) est une souveraine cliente du Royaume des Odryses en Thrace sous domination romaine , en association avec son cousin-époux Rhémétalcès II et son frère Rhémétalcès III.

## Origine
Pythodoris est la fille de Antonia Tryphaena et d'un précédent roi thrace Cotys VIII, elle porte le nom de sa grands mère maternelle Pythodoris de Trallès.
Vers l'an 12, le roi Rhémétalcès Ier meurt et ses États, clients de Rome, sont divisés en deux parties par Auguste, entre le fils, Cotys VIII et Rhescuporis III, le frère du roi défunt. Cotys reçoit la région proche de la côte et des colonies grecques. Rhescuporis, celle sauvage et inculte de l'intérieur, exposée à des attaques hostiles des peuples voisins. Rhescuporis s'approprie les domaines de son neveu, l'emprisonnant puis le tuant pour faire affront à Tibère, qui lui demande des comptes. Rhescuporis est jugé et condamné par Rome, exilé à Alexandrie puis mis à mort pour avoir tenté de s'échapper. Le royaume de Thrace est alors est divisé entre Rhémétalcès II, fils de Rhescuporis III, qui s'était opposé aux plans de son père, et les très jeunes enfants Rhémétalcès III et Cotys IX (qui sont élevés à Rome), au nom desquels le propréteur Titus Trebellenus Rufus (ca) est nommé régent (19-38) (« tuteur des princes ») ainsi que leur mère Antonia Tryphaena, veuve de Cotys VIII.

## Règne
Le père de Rhémétalcès II ayant assassiné et usurpé le trône du père de Pythodoris II et de ses frères Rhémétalcès III et Cotys IX; Caligula et Tryphaena concluent un arrangement pour que Pythodoris épouse Rhémétalcès II afin de mettre fin à la faide dynastique.
Toutefois Le projet échoue. Pythodoris II et Rhémétalcès II règnent ensemble en tant que co-souverains clients  de Thrace  jusqu'à ce que ce dernier soit assassiné vers 38 par des insurgés ou sur ordre de son épouse. Le sort ultérieur de Pythodoris II est inconnu. Elle semble ne pas avoir eu d'enfant avec son cousin. Pythodoris et son frère Rhémétalcès III furent les derniers monarques de Thrace. Sous le successeur de Caligula Claudius, le royaume devint une province romaine en 46.